# Scholom Schwartzbard

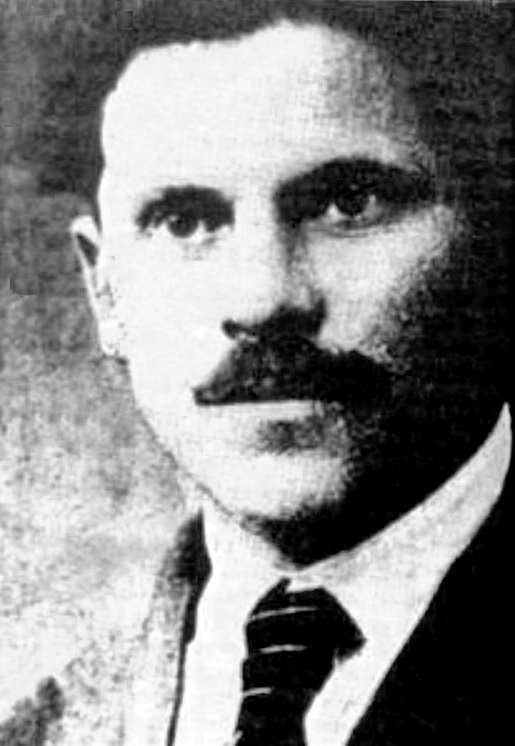
Scholom Schwartzbard

Scholom Schwartzbard (* 18. August 1886 in Ismajil, Bessarabien; † 3. März 1938 in Kapstadt, Südafrikanische Union; hebräisch שלום שוורצבארד, auch Samuil Isaakowitsch Schwarzburd, Samuel Schwarzbard oder Shulem Shmil Shvartsburd) war ein französischer Dichter, Publizist und Anarchist jüdischer Abstammung. Er erschoss 1926 in Paris den ukrainischen Politiker Symon Petljura. Schwartzbard schrieb Gedichte und Bücher unter dem Pseudonym „Bal-Chaloimas“ (Der Träumer).

## Leben

### Jugend und Erster Weltkrieg
Scholom Schwartzbards Eltern waren Isaak Schwartzbard (russisch Исаак Шварцбард) und Chai Weinberg (russisch Хаи Вайнберг). Seine Mutter und drei seiner Geschwister starben, als er ein Kind war. Nach der Bekanntmachung eines Ukas der russischen zaristischen Regierung, laut dem alle Juden den Ansiedlungsrayon verlassen mussten, zog seine Familie nach Balta, wo er aufwuchs und mit 13 Jahren eine Uhrmacherlehre begann.
In seiner örtlichen Synagogengemeinde verteilte er verbotene Literatur, was ihm deren Anzeige bei der Polizei und die Festnahme einbrachte. Durch Flucht entzog er sich der Haft und führte seine anarchistischen Aktivitäten weiter. In Wien wurde er bei dem Versuch festgenommen, sich durch nächtliches Einschließenlassen in dem Lokal des Geldes und einiger Wertsachen einer Weinbar zu bemächtigen, was seine eigene Nachlässigkeit vereitelte. Dafür wurde er zu vier Monaten Haft verurteilt, danach reiste er nach Budapest, wo er wegen Verteilens radikaler Literatur erneut in Gefangenschaft kam.
1910 übersiedelte Schwartzbard nach Paris und fand dort Arbeit in einer Uhrenfabrik. Seinen anarchistischen Ansichten blieb er treu. Während des Ersten Weltkrieges diente er von 1914 bis 1917 in der französischen Fremdenlegion (363e régiment d’infanterie), wurde während der Schlacht an der Somme am Fuß verwundet und mit dem Croix de guerre ausgezeichnet. Im August 1917 wurde er demobilisiert und ging nach der Februarrevolution mit seiner Frau nach Russland zurück. Von 1918 bis 1920, während des russischen Bürgerkrieges, diente er in der Roten Armee in der Ukraine in einer Kavalleriebrigade unter dem Befehl des Armeekommandanten Grigori Iwanowitsch Kotowski, dabei sah er die von Pogromen verwüsteten Orte in der Gegend von Tscherkassy. Enttäuscht und traumatisiert kehrte er 1920 nach Paris zurück und eröffnete als Uhrmacher-Rhabilleur eine Reparaturwerkstatt in Paris. Er schloss sich einer anarchistischen Gruppe an und lernte prominente Anarchisten wie Volin, Alexander Berkman, Emma Goldman und Nestor Machno kennen, die aus Russland und der Ukraine nach Frankreich emigriert waren. Schwartzbards Bruder wurde 1919 wegen kommunistischer Propaganda aus Frankreich ausgewiesen. Fünfzehn Familienangehörige Schwartzbards, einschließlich seiner Eltern, wurden in antijüdischen Pogromen während des russischen Bürgerkriegs getötet.

### Schwartzbard und Petljura
1917 reiste er nach Odessa, um sich den Roten Garden anzuschließen. Auf der Reise durch seine Heimat gelangte er zu der Überzeugung, dass Symon Petljura, der Chef der Exilregierung der Ukrainischen Volksrepublik in Paris, für die Pogrome in der Ukraine verantwortlich sei. Schwartzbard verfügte über zwei Fotos von Petljura, anhand deren er ihn identifizierte und mehrmals in Begleitung von dessen Frau und Tochter beobachtete, jedoch nie allein antraf. Eines dieser Bilder hatte Schwartzbard aus dem Larousse ausgeschnitten. Am 25. Mai 1926 schließlich machte Petljura allein einen Schaufensterbummel auf dem Boulevard Saint-Michel. An der Ecke zur Rue Racine sprach Schwartzbard ihn auf Ukrainisch an: „Sind Sie Petljura?“ Petljura hob seinen Stock, darauf zog Schwartzbard einen Revolver und schoss fünfmal auf ihn. Als Polizisten herbeiliefen, um ihn zu verhaften, überreichte er angeblich ruhig seine Waffe und sagte: „Ich habe einen großen Meuchelmörder getötet.“ Schwartzbard wurde von ukrainischen Emigranten beschuldigt, ein sowjetischer Spion gewesen zu sein. Nach Ansicht des ukrainischen Historikers Michael Palij kam ein GPU-Agent namens Michail Wolodin im August 1925 nach Paris und traf sich mit Schwartzbard, worauf dieser anfing, Petljura zu beobachten und zu verfolgen. Der französische Historiker Iaroslav Lebedynsky argumentiert, Schwartzbard sei seit 1917 Kommunist gewesen und habe den Tatauftrag von den Bolschewiki erhalten, die Petljura „ab 1921 zum Tode verurteilt“ hätten.
Der Prozess ohne Möglichkeit zur Appellation am Cour d’assises im Pariser Palais de Justice begann am 18. Oktober 1927. Das Urteil lag im Ermessen von drei Richtern, darunter dem Vorsitzenden Georges Flory, und zwölf Geschworenen. Etwa 400 Zuschauer waren jeweils anwesend. Schwartzbard gab zwar die Tat zu, plädierte jedoch auf nicht schuldig. Schwartzbards Verteidiger war Henry Torrès, ein berühmter französischer Jurist und Kommunist, der auch den sowjetischen Konsul in Frankreich als Rechtsanwalt vertrat. Seine Verteidigung fußte darauf, dass Schwartzbard in Vergeltung für den Tod von 15 Familienmitgliedern, darunter seine Eltern, gehandelt habe. Die Zeugenbefragungen konzentrierten sich auf den Pogrom in Chmelnyzkyj (Proskurow) im Februar 1919 und prüften überwiegend die Frage von Schuld oder Unschuld Petljuras. Befragte Zeugen waren beispielsweise: Oleksandr Dotsenko (exilierter Adjutant Petljuras: entlastete Petljura), Henryk Przanowski (Rot-Kreuz-Mitarbeiter: belastete Petljura), Albert Baudry (französischer Chemie-Ingenieur in der Ukraine, ohne Bezug zu den Ereignissen: bezeichnete Petljura als loyal zu Frankreich), Elias Tcherikower (langjähriger Dokumentar der Pogrome: schilderte deren Ablauf), Khaya Greenberg (Rot-Kreuz-Krankenschwester: schilderte die Folgen des Pogroms) oder Oleksandr Shulhyn (Mitglied der Rada: entlastete Petljura). Am 21. Oktober kam es dabei zu einem emotional aufgeladenen verbalen Zusammenstoß zwischen Schwartzbard und Shulhyn. Im Umfeld der Gerichtsverhandlung gerieten Gegner und Freunde Schwartzbards physisch aneinander, was mehrere leichte Verletzungen zur Folge hatte. Nach einem achttägigen Verfahren wurde er aufgrund der Annahme, dass er ein „Verbrechen aus Leidenschaft“ begangen habe, von den Geschworenen nach lediglich 32-minütiger Beratung und mit lautstark geäußerter Zustimmung des Publikums freigesprochen. Ähnlich begründete Freisprüche französischer Gerichte hatte es bereits 1919 für Raoul Villain, den Mörder des sozialistischen Politikers Jean Jaurès, oder 1921 für den Mord des armenischen Studenten Soghomon Tehlirian am ehemaligen osmanischen Politiker Talât Pascha gegeben, der damals seine Tat mit dem Völkermord an den Armeniern begründete. In der Folge erlebten ukrainische Juden eine Verschlechterung ihrer Beziehungen zu den Befürwortern der ukrainischen Nationalbewegung.
Während des Prozesses wurde Schwartzbard vom Journalisten Bernard Lecache unterstützt, der eine Organisation zu seiner Unterstützung gründete, aus der schließlich die noch heute aktive Menschenrechtsorganisation LICRA hervorging. Auch das YIVO aus Vilnius ließ sich in Paris nieder. Mitgründer Elias Tcherikower lieferte Henri Torrès Beweise über die Ermordung von Schwartzbards Familie in den Pogromen.

### Nach dem Verfahren

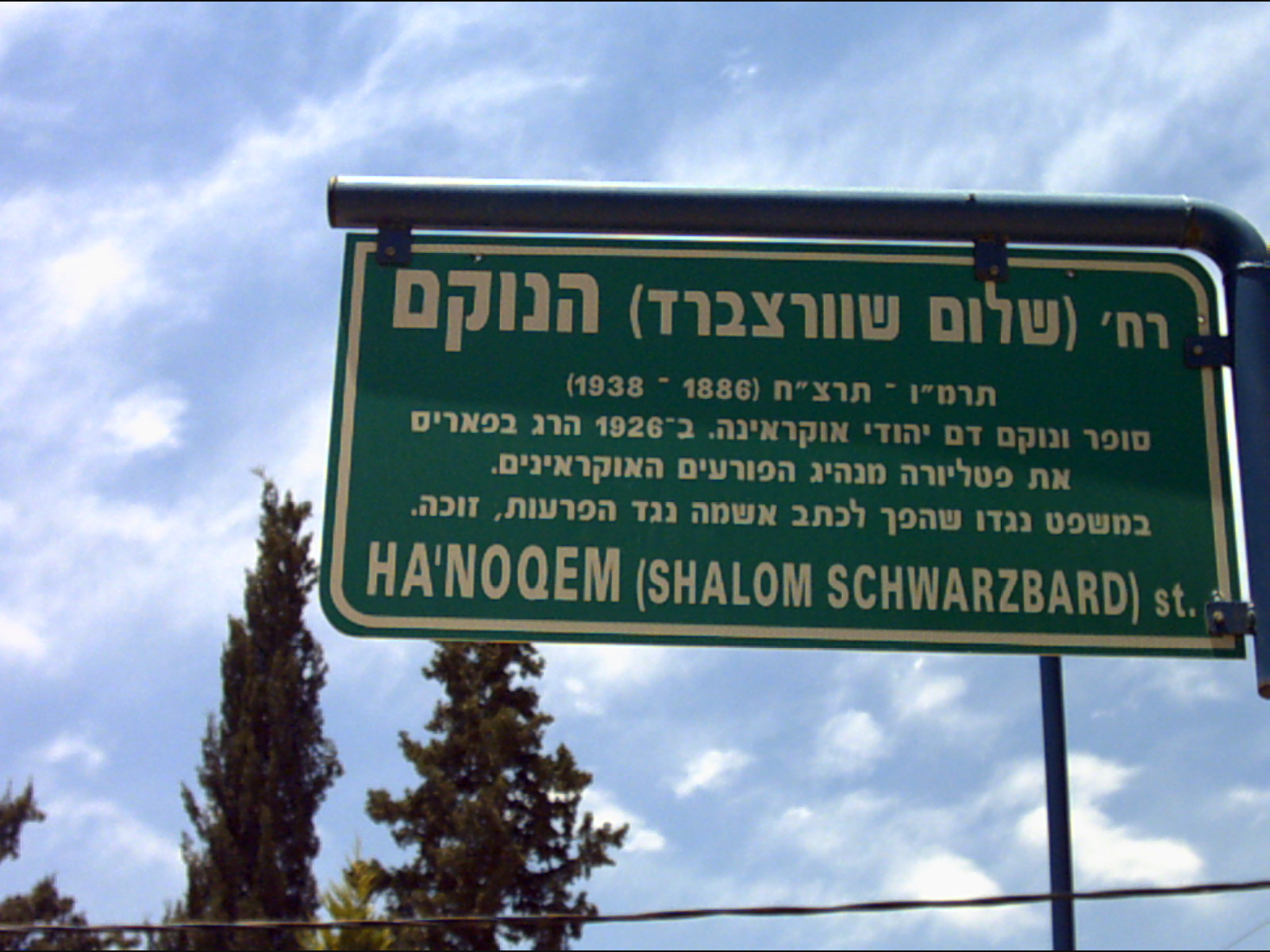
in Beʾer Scheva, Israel. Sie wurde im Gedenken an Scholom Schwartzbard benannt.

Nach 1928 wollte Schwartzbard nach Palästina auswandern, aber die britischen Behörden verweigerten ihm die Erteilung eines Visums. Er zog mit seiner Familie in die Vereinigten Staaten. 1937 reiste Schwartzbard nach Südafrika, um Material für die deutschsprachige Encyclopaedia Judaica zu sammeln. Er starb in Kapstadt am 3. März 1938 und wurde unter großer öffentlicher Beteiligung auf dem Friedhof Maitland beigesetzt. 29 Jahre später wurden, in Übereinstimmung mit seinem erklärten Willen, seine sterblichen Überreste nach Israel gebracht und in Moschaw Avihayil bei Netanja beigesetzt.

## Werke
Schwartzbard ist Autor verschiedener Gedichte und Texte auf Jiddisch, die er unter dem Pseudonym Bal-Chaloimas („Träumer“) veröffentlichte, darunter: Troymen un Virklikhkayt (Träume und Realität, Paris, 1920), In Krig – Mit Zikh Aleyn (Im Krieg mit sich selbst, Chicago, 1933) und seine Autobiografie In’m Loyf fun Yorn (Im Laufe der Jahre, Chicago, 1934).